# Ballwil
Ballwil (schweizerdeutsch Baubu [ˈbɑʊbʊ]), bis 1814 Mettenwil, ist eine Einwohnergemeinde im Schweizer Kanton Luzern. Sie gehört zum Wahlkreis Hochdorf.

## Geographie
Die Gemeinde liegt am westlichen Abhang des Lindenbergs, dem Reusstal zugeneigt, und bildet den Eingang zum Luzerner Seetal. Zur Gemeinde gehören das Dorf, zahlreiche Weiler, Häusergruppen und Einzelgehöfte. Die grössten Ortsteile nach dem Dorf (mit verschiedenen Quartieren) sind Gibelflüh (499 m ü. M.; 2,5 km östlich des Dorfs), Gerligen (476 m ü. M.; 1,1 km südöstlich), Wald (475 m ü. M.; 2,5 km südöstlich) und Wissenwegen (500 m ü. M.; 2,1 km östlich). In der Gemeinde gibt es wenig Waldflächen (Gerligewald, Fäjerewald, Gorgewald und Teile des Eibeler- und des Hiltigwalds). Der Hiltigbach (der in Ballwil Gerligebach heisst), der von Oberebersol (Hohenrain) herkommend Ballwil durchfliesst, mündet bei St. Kathrine (Inwil) in die Reuss. Der Hiltigbach nimmt auf seinem (kurzen) Lauf einige Nebenbäche auf (auf Ballwiler Boden den Moosbach). Beim Quartier Sagi befindet sich ein kleiner Weiher. Ein noch grösserer, der Gütschweier, liegt westlich des Dorfs. Nördlich von diesem war einst ein weiterer Weiher, der Weiherhausweiher.
Der Gemeindebann von Ballwil misst 876 ha; diese teilen sich Stand 2015/16 auf in überbaute Flächen (Gebäude, Strassen, Plätze) mit 128 ha (14,6 %), Wies- und Ackerland mit 643 ha (73,4 %), Wald mit 102 ha (11,6 %) und übriges Gebiet mit 3 ha (0,3 %).
Nachbargemeinden sind im Uhrzeigersinn von Norden her: Hohenrain, Sins im Kanton Aargau, Inwil, Eschenbach und Hochdorf.

## Bevölkerung
In der 2. Hälfte des 19. Jahrhunderts sank die Bevölkerung massiv infolge Abwanderung (1850–1888: −23,3 %). Seither steigt sie ununterbrochen an. Von 1888 bis 1970 war das Wachstum stetig, aber gering (1888–1970: +72,3 %). Seither hat ein anhaltender und starker Zuwachs eingesetzt (1970–2010: +90,2 %). Dies ist nicht zuletzt auf die Nähe zu den Städten Luzern und Zug zurückzuführen. Seit 2010 steigt die Einwohnerzahl nur noch leicht an (2010–2020: +6,1 %).
Quellen: 1798–1837: Helvetische und kantonale Volkszählungen; 1850–1980 Volkszählungsergebnisse, 1981–2010 ESPOP, seit 2011 STATPOP

### Sprachen
Die Bevölkerung spricht als Alltagssprache eine hochalemannische Mundart. Bei der letzten Volkszählung im Jahr 2000 gaben 95,64 % Deutsch, 1,04 % Albanisch und 0,90 % Serbokroatisch als Hauptsprache an.

### Religionen – Konfessionen
Früher waren alle Bewohner Mitglied der römisch-katholischen Kirche. Heute (Stand 2023) sind 64,5 % römisch-katholische, 6,00 % protestantisch und 29,5 % anderen Konfessionen an. Die Katholiken gehören dem Bistum Basel, die Reformierten der Evangelisch-Reformierten Landeskirche des Kantons Luzern an.

### Herkunft – Nationalität
Ende 2020 zählte die Gemeinde 2679 Einwohner. Davon waren 2463 Schweizer Staatsangehörige und 216 (= 8,1 %) Menschen anderer Staatsangehörigkeit. Die grössten Zuwanderergruppen kommen aus Deutschland (44 Menschen), Polen (26), dem Kosovo (25), Italien, Portugal (je 22), Spanien (7) und Sri Lanka (6).

## Geschichte
Wie Funde beim Gehöft Höchweid (südöstlich des Dorfes; Reste einer römischen Siedlung) und 1978 beim Gehöft Belletz (nordöstlich von Eschenbach; römische Ziegel) belegen, waren Teile der Gemeinde bereits früh besiedelt.
Germanische Namen geben einen Hinweis auf alemannische Besiedelung. Erstmals unter dem heutigen Namen, in der Form Paldiwilare, wird der Ort im Jahr 924 unter den Besitztümern der Fraumünsterabtei Zürich erwähnt; der Name bedeutet «beim Gehöft des Baldo, Paldo». Im Jahr 1210 wird ein adliger Dienstmann namens Hartmann von Ballwil (Baldewile) genannt. Dieses Geschlecht erbaute eine Burg und war als lokale Verwalter vorerst für die Grafen von Kyburg und nach deren Aussterben für die Habsburger tätig. Ein Bruno von Ballwil kam 1315 in der Schlacht bei Morgarten auf österreichischer Seite ums Leben. Das Geschlecht starb im Jahr 1381 aus.
Teile der Gemeinde lagen im habsburgischen Amt Richensee, andere im ebenfalls habsburgischen Amt Rothenburg. Zwischen 1385 und 1413 gerieten alle Ortsteile unter die Herrschaft der Stadt Luzern und gehörten von nun an zu deren Landvogtei Rothenburg. 1798 wurde Mettenwil, wie die Gemeinde damals hiess, dem neugeschaffenen Distrikt beziehungsweise 1803 dem Amt Hochdorf zugewiesen.
In Ballwil wurde im Park Erlebnis Eiszeit im Süden Ballwils 2006 ein Mammutzahn gefunden, der ungefähr 85'000 Jahre alt ist. Es kam vier Jahre später zu einem Quarzfund im Quartier Schönfeld (Oberdorf). Darauf folgte eine kurzzeitige Diskussion über den kommerziellen Quarzabbau. Dieser wurde jedoch an einer Abstimmung im Jahre 2012, aufgrund des siedlungsbaulichen Aspektes, von der Gemeinde verworfen.

## Politik

### Gemeinderat
Der Gemeinderat Ballwil besteht aus fünf Mitgliedern und ist wie folgt aufgestellt (Amtsdauer 2020–2024):
- Benno Büeler (CVP): Gemeindepräsident
- Petra Jenni (CVP): Bau
- Joe Schnider (SVP): Soziales
- Toni Kaufmann (FDP): Bildung
- Roger Mathis (CVP): Finanzen

### Kantonsratswahlen
Bei den Kantonsratswahlen 2023 des Kantons Luzern betrugen die Wähleranteile in Ballwil: SVP 35,50 %, Mitte 33,35 %, FDP 14,33 %, SP (mit JUSO) 6,06 %, glp 5,82 % und Grüne (mit JG) 4,95 %.

### Nationalratswahlen
Bei den Schweizer Parlamentswahlen 2023 betrugen die Wähleranteile in Ballwil: Mitte 35,1 %, SVP 34,6 %, Mitte 32,3 %, FDP 11,6 %, SP 6,1 %, glp 5,7 %, Grüne 3,6 %, übrige 3,4 %.

## Verkehr

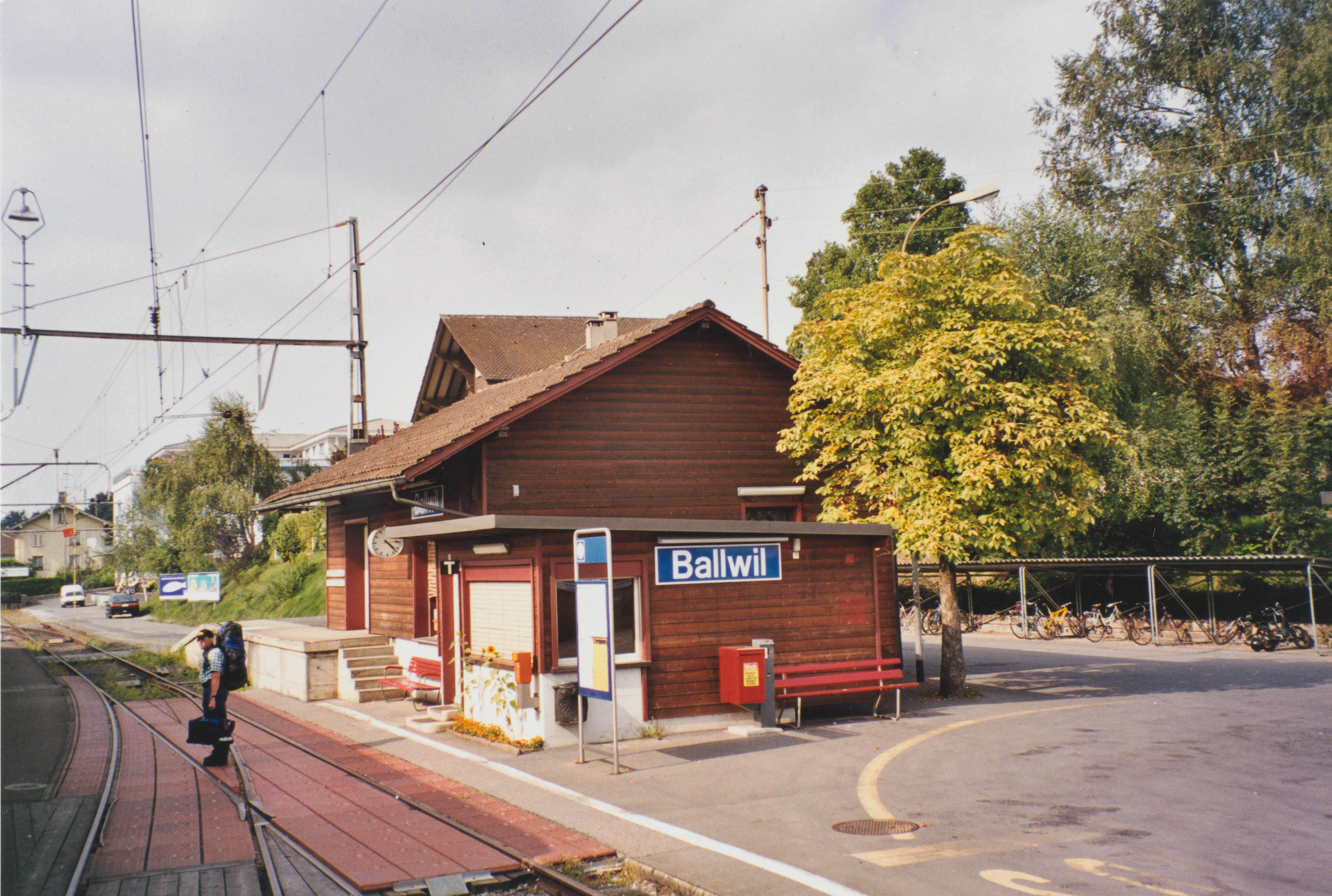
Stationsgebäude Ballwil (1999)

Mit der Seetalbahn, wie die Bahnlinie Luzern-Lenzburg im Volksmund genannt wird, ist Ballwil verkehrstechnisch durch den Öffentlichen Verkehr gut erschlossen. Seit einigen Jahren verkehrt zudem der TransSeetalExpress, eine Buslinie von Hochdorf nach Rotkreuz. Dadurch erhält die Gemeinde Anschluss an die S-Bahn Zürich.
Das Dorf liegt an der wichtigen Verkehrsverbindung von Luzern nach Lenzburg. Der Ortsteil Gibelflüh liegt an der Strasse Ballwil-Sins, während Gerligen und Wald an der Strasse von Ballwil nach Inwil zu finden sind. Die nächstgelegenen Autobahnanschlüsse sind Sempach und Emmen-Nord an der A2 und Buchrain an der A14.

## Schulen
In Ballwil wird der Kindergarten in drei Abteilungen und die Primarschule in elf Abteilungen geführt. Die Real- und Sekundarschule besuchen die Kinder in dem Oberstufenzentrum Eschenbach. Die Kantonsschule befindet sich in Baldegg. Der Primarschulkreis Ballwil ist nicht mit der politischen Gemeinde deckungsgleich. Ballwiler Kinder der Gehöfte Lohren, Wald, Meiengrüne und Singeln gehen in Inwil zur Schule. Kinder der Gehöfte Eien, Dünkel, Belletz, Süessholz, Roggwil, Untergerligen, Alp und Laterne besuchen die Schule in Eschenbach. Im Gegenzug kommen die Kinder der Höfe Aegerten und Neu-Aegerten (Gemeinde Hochdorf) sowie diejenigen von Ottenhusen, Grüt, Oberfeld und Kramis (Gemeinde Hohenrain) in die Schulen von Ballwil.

## Sehenswürdigkeiten

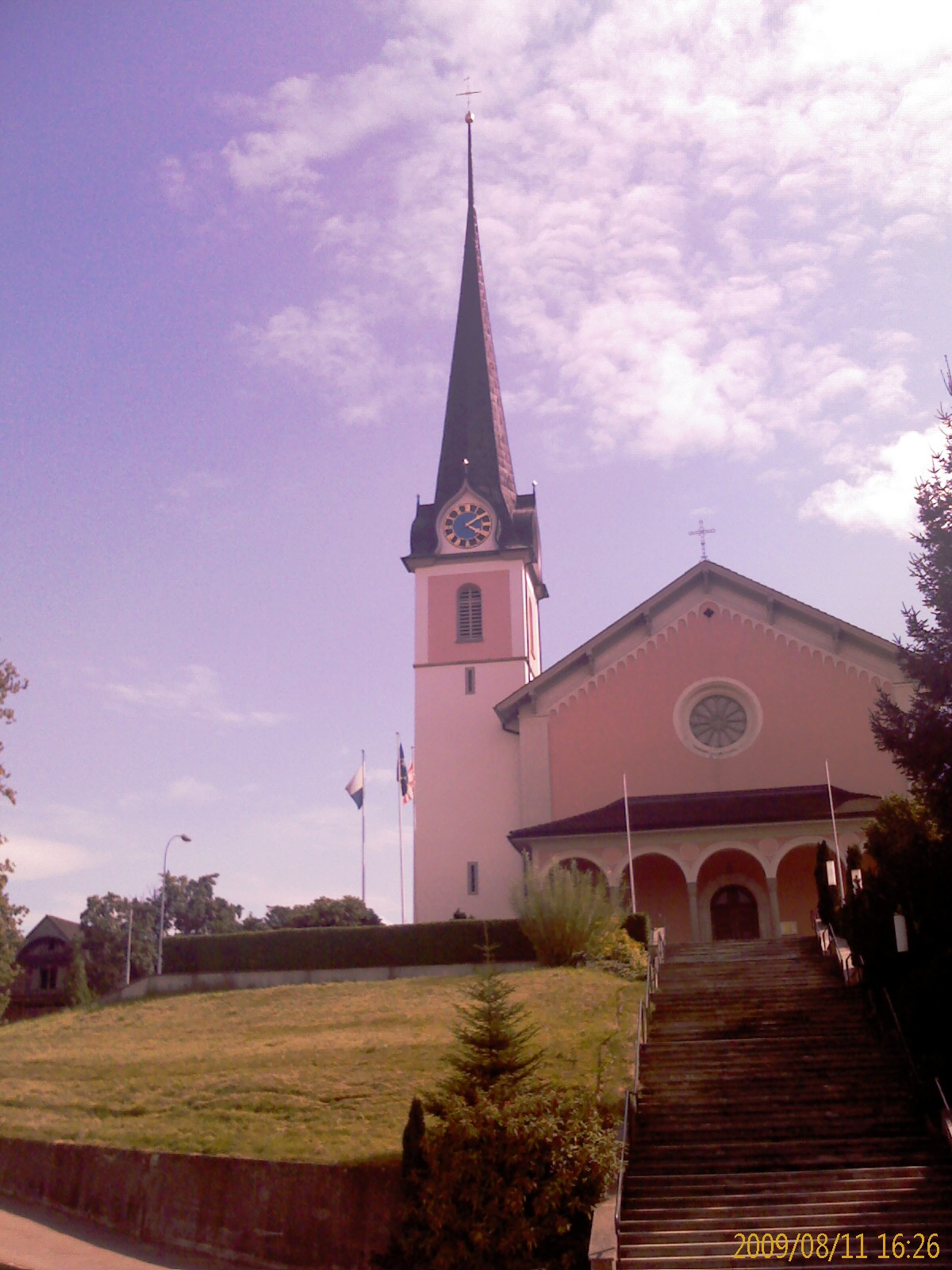
Dorfkirche

Luftbild (1962)

Der Gütschweier ist ein kleines Naturreservat und steht unter dem Schutz der Gemeinde. Es ist sowohl durch seinen Pflanzenwuchs als auch wegen der hier heimische Tierwelt interessant. Der Insektenreichtum ist sehr vielseitig.

## Persönlichkeiten
- Josef Felix Ineichen (1745–1818), Pfarrer und Pionier der Mundartliteratur
- Leo Amberg (1912–1999), Radrennfahrer
- Thomas Häberli (1974), Fussballer
- Stephanie van de Wiel (1997), Gewinnerin des Riyadh Season Treasure in Saudi-Arabien, Fotografin

## Sonstiges
Die Wasserversorgungsgenossenschaft Ballwil bezieht Wasser aus dem Grundwasserstrom, der das Seetal in nördlicher Richtung durchfliesst. Das Pumpwerk steht westlich von der Kantonsstrasse in der Nähe der Wassergass, das Reservoir im Grüt, oberhalb von Ottenhusen.